# Cerkiew Opieki Bogurodzicy w Hunkovcach
Cerkiew Opieki Bogurodzicy w Hunkovcach – drewniana greckokatolicka cerkiew filialna zbudowana w 1799 w Hunkovcach.
Należy do parafii w Hunkovcach, dekanatu Svidník w archieparchii preszowskiej Kościoła katolickiego obrządku bizantyjsko-słowackiego. Od 1968 posiada status Narodowego Zabytku Kultury.

## Historia
Cerkiew zbudowano w końcu XVIII w. Była kilkakrotnie remontowana między innymi w 1922 i 1947 lub 1949. W latach 90. XX w. wymieniono pokrycie blaszane na gontowe. Od wielu lat nie jest użytkowana kultowo ponieważ we wsi znajduje się druga murowana cerkiew.

## Architektura i wyposażenie
Jest to budowla drewniana konstrukcji zrębowej, nie orientowana, o nietypowej architekturze, bo dwudzielna. Brak oddzielnego zrębowego babińca. Prezbiterium i większa nawa na planie kwadratów. Słupowo-ramowa wieża z izbicą od frontu, zwieńczona gontowym hełmem ze ślepą latarnią postawiona na ziemi i otoczona zachatą. Nad prezbiterium i nawą dachy namiotowe zwieńczone pokaźnych rozmiarów hełmami.
Wewnątrz w nawie strop płaski, w prezbiterium kopuła namiotowa. Cerkiew pozbawiona wyposażenia. Ikony św. Jerzego z XVII w., Matki Bożej Hodegetrii z około 1780 i Mandylion z 1671 pochodzące z tej cerkwi znajdują Muzeum Szaryskim Bardejowie. Zachowana drewniana brama wejściowa zwieńczona daszkiem gontowym. 

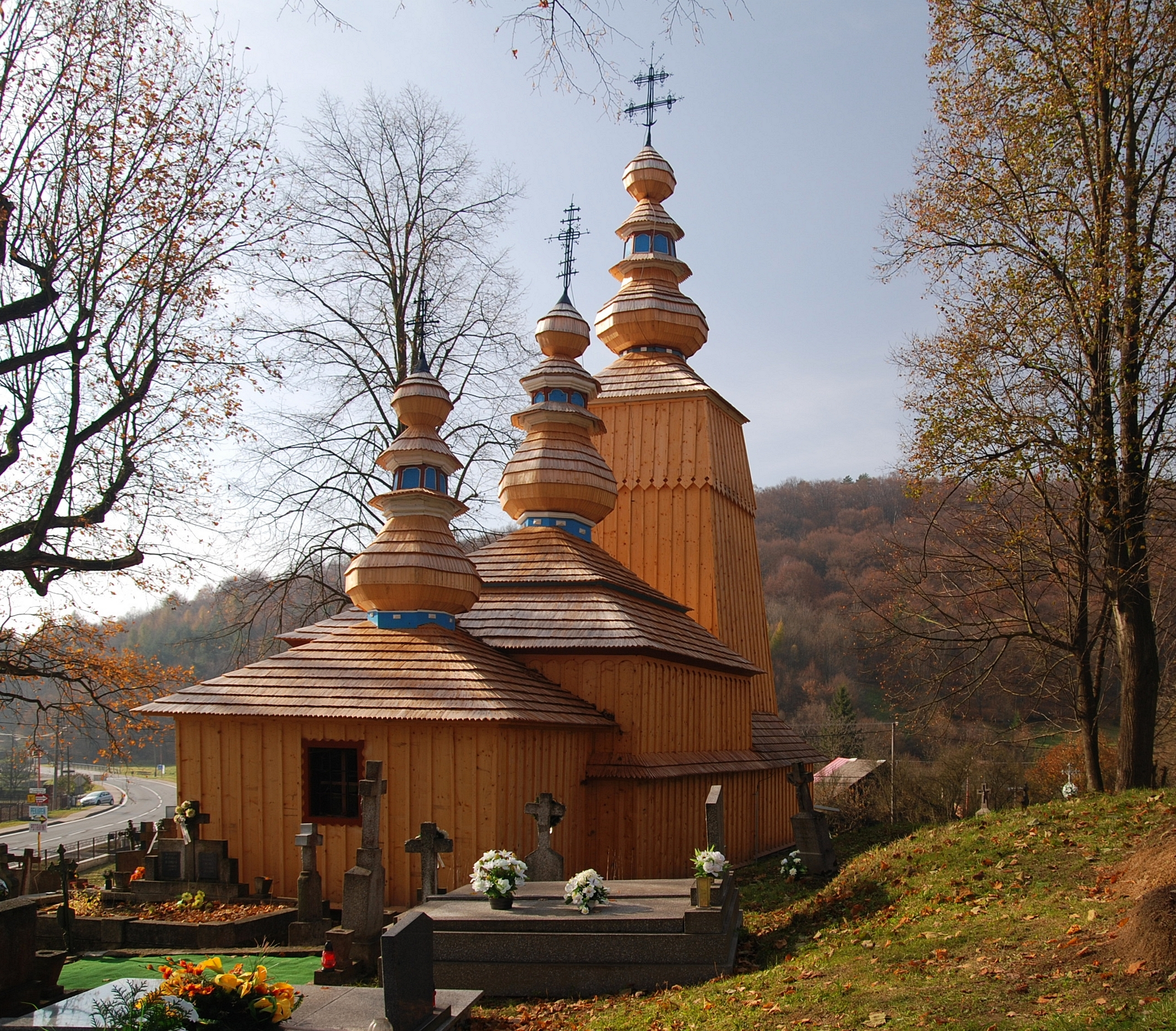
Widok od strony prezbiterium
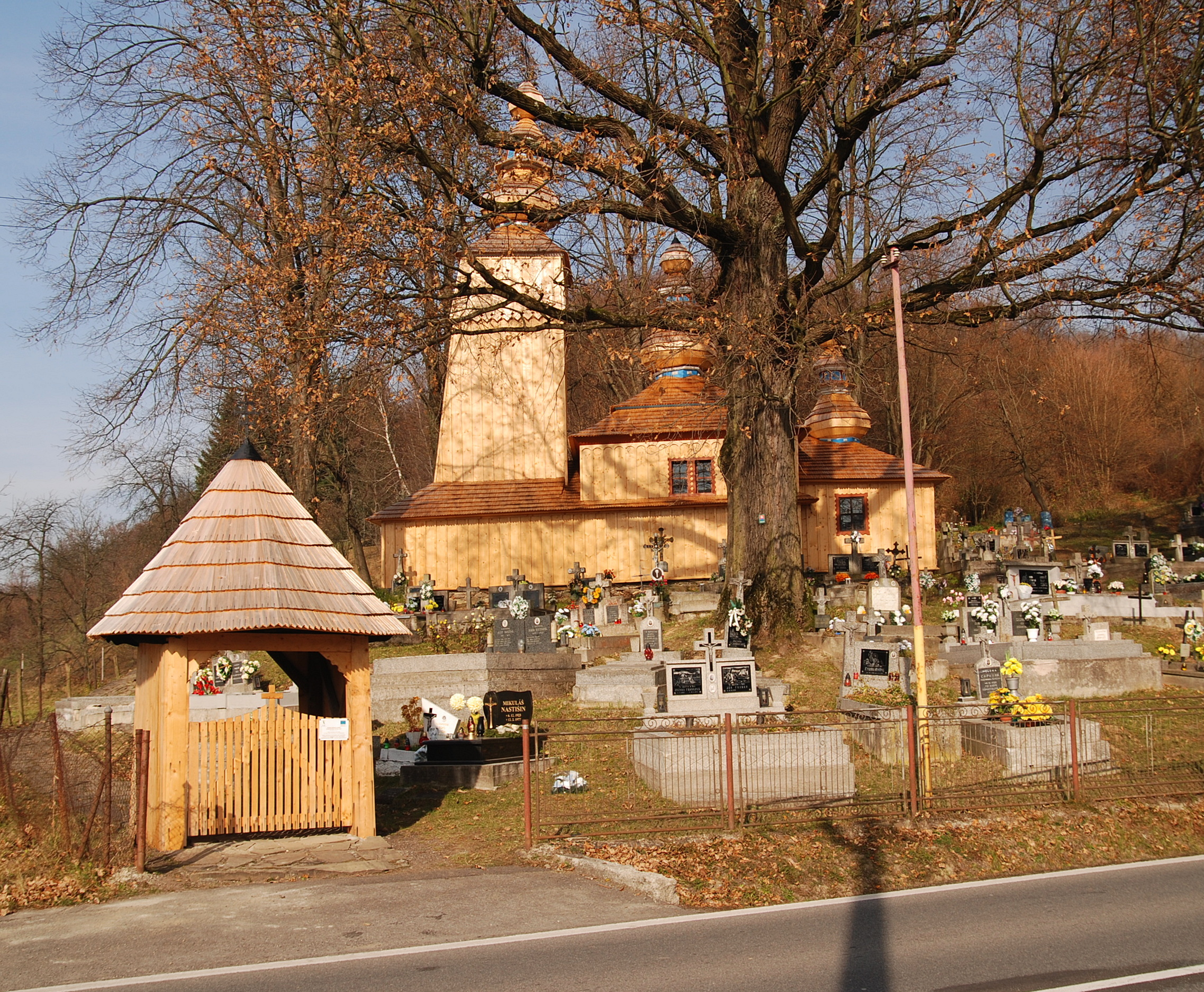
Widok ogólny
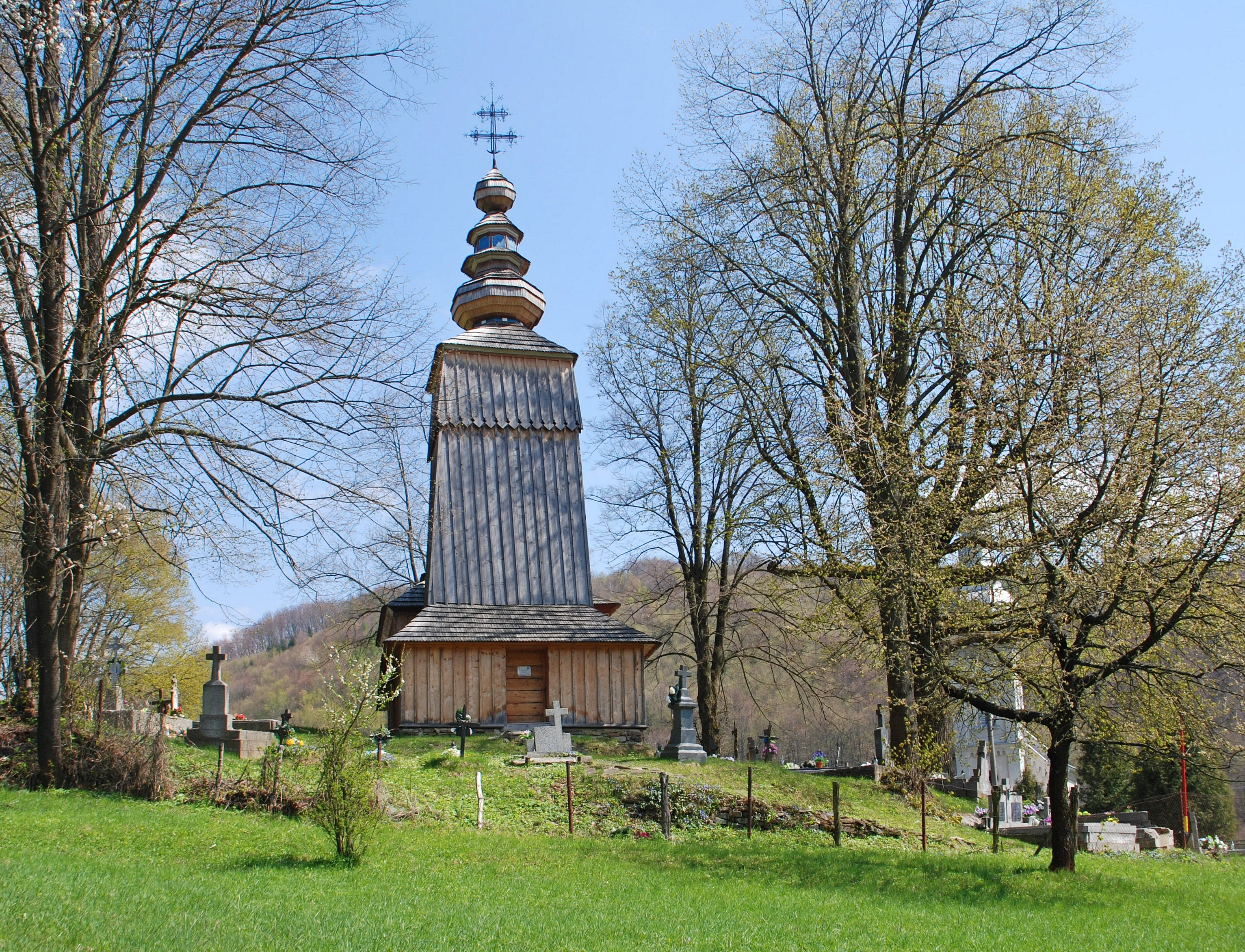
Elewacja frontowa